# إسكالونا
إسكالونا (بالإنجليزية: Escalona)‏ هي بلدية ومدينة في منطقة الحكم الذاتي كاستيا-لا مانتشا وتقع في مقاطعة طليطلة في وسط إسبانيا. تبلغ مساحة هذه المدينة 73 (كم²)، ويبلغ عدد سكانها 3521 نسمة حسب إحصاء المعهد الوطني الإسباني سنة 2009 م.

## توأمة
لإسكالونا اتفاقيات توأمة مع كل من:
- بلاسينثيا
- بليانة
- بينيافييل

## وصلات خارجية
- الموقع الرسمي